# Joseph P. Kerwin
Joseph P. Kerwin, född 19 februari 1932 är en amerikansk astronaut uttagen i astronautgrupp 4 den 28 juni 1965.

## Rymdfärder
Skylab 2